# Cyfry Suzhou
Cyfry Suzhou (chiń. upr. 苏州码子; chiń. trad. 蘇州碼子; pinyin sūzhōu mǎzi) lub huama (chiń. upr. 花碼; chiń. trad. 花码; pinyin huāmǎ) to system liczbowy stosowany w Chinach przed wprowadzeniem cyfr arabskich.

Cyfry Suzhou

## Historia
System liczbowy oparty na cyfrach Suzhou jest jedynym zachowanym wariantem wywodzącym się z patyczków liczbowych. Patyczki liczbowe to system pozycyjny używany przez Chińczyków w matematyce. Cyfry Suzhou są wariantem patyczków liczbowych od Dynastii Song.
Cyfry Suzhou były szeroko stosowane jako skrótowce w dziedzinach handlowych wymagających wielu obliczeń na przykład rachunkowość czy księgowość. W tym samym czasie, standardowe chińskie liczebniki stosowano w oficjalnej formie pisemnej, podobnie jak zapis słowny liczby w języku polskim. Cyfry Suzhou były niegdyś popularne na chińskich rynkach, takich jak te w Hongkongu przed 1990 rokiem, lecz zostały stopniowo wyparte przez cyfry arabskie. Jest to podobne do tego, co stało się w Europie z cyframi rzymskimi stosowanymi w Europie do średniowiecza w handlu i matematyce. Dzisiaj, cyfry Suzhou są stosowane tylko do przedstawiania cen na chińskich targowiskach lub ręcznie sporządzanych tradycyjnych faktur.

## Symbole
System liczbowy Suzhou stosuje specjalne znaki dla cyfr zamiast chińskich znaków liczebników. Cyfry Suzhou są zdefiniowane w Unicode od U+3021 do U+3029.
| Liczba | „Hangzhou” | „Hangzhou” | Ideogramy CJK | Ideogramy CJK |
| Liczba | Znak       | Unicode    | Znak          | Unicode       |
| ------ | ---------- | ---------- | ------------- | ------------- |
| 0      |            |            | 〇            | U+3007        |
| 1      | 〡         | U+3021     | 一            | U+4E00        |
| 2      | 〢         | U+3022     | 二            | U+4E8C        |
| 3      | 〣         | U+3023     | 三            | U+4E09        |
| 4      | 〤         | U+3024     |               |               |
| 5      | 〥         | U+3025     |               |               |
| 6      | 〦         | U+3026     |               |               |
| 7      | 〧         | U+3027     |               |               |
| 8      | 〨         | U+3028     |               |               |
| 9      | 〩         | U+3029     |               |               |

Liczby jeden, dwa i trzy są oznaczane jaki pionowe słupki. Może to powodować zamieszanie, kiedy pojawią się obok siebie. w takich sytuacjach, aby uniknąć niejednoznaczności, często są zastępowane przez standardowe chińskie ideogramy. Na przykład „21” jest zapisywane jako „〢一” zamiast „〢〡”, które można mylnie odczytać jako „3” (〣).

## Zapisy
Cyfry tworzą system pozycyjny. Pełne oznaczenia liczbowe są zapisywane w dwóch liniach aby wskazać wartość, rząd wielkości i jednostkę miary.
W przypadku zapisu poziomego (z lewej na prawo, z góry na dół):
| 〤 | 〇 | 〢 | 二 |
| 拾 | 元 |    |    |

W przypadku zapisu pionowego (z góry na dół, z prawej do lewej):
| 拾 | 〤 |
| 元 | 〇 |
|    | 〢 |
|    | 二 |

Pierwsza linia zawiera wartość liczbową, w tym przykładzie „〤〇〢二” oznacza „4022”. Druga linia zawiera chińskie znaki oznaczające rząd wielkości i jednostkę miary pierwszej cyfry w reprezentacji liczbowej. W tym przypadku „拾元” oznacza „dziesięć juanów”. Zestawione razem można odczytać jako „40,22 juany”.
Możliwe znaki do określania rzędu wielkości to:
- qiān (千) dla tysiąca
- bǎi (百) dla stu
- shí (拾) dla dziesięciu
- odstęp dla jednego

Inne możliwe znaki do określania jednostek miary to:
- yuán (元) – juan
- máo (毫) lub (毛) – 1/10 juana
- xiān (仙) – 1/100 juana
- lǐ (里) chińska mila
- i inne chińskie jednostki miary

Należy zauważyć, że pozycja przecinka dziesiętnego jest oczywista, gdy pierwsza cyfra jest ustawiona na pozycji dziesięć. Zero jest przedstawiane przez znak dla zera (〇). Wiodące i końcowe zera nie są konieczne w tym systemie.
System ten jest bardzo podobny do współczesnego zapisu naukowego liczby zmiennoprzecinkowej, gdzie cyfry znaczące to mantysa, a rząd wielkości to wykładnik.

## Nieprawidłowa nazwa Hangzhou
W standardzie Unicode w wersji 3.0, zostały nieprawidłowo nazwane cyfry w stylu Hangzhou. W Unicode w wersji 4.0 wydano erratę, która podaje:
Cyfry Suzhou (chiński 苏州码子, sūzhōu mǎzi) to forma liczb stosowana przez przedsiębiorców do podawania ceny towarów. Zastosowanie „HANGZHOU” w nazwach jest nieprawidłowe.
Wszystkie odniesienia do „Hangzhou” w standardzie Unicode zostały skorygowane na „Suzhou” z wyjątkiem nazw znaków, które po nadaniu nie mogą być zmieniane, zgodnie z polityką stabilności Unicode. (Polityka ta pozwala na stosowanie nazw znaków jako identyfikatorów w oprogramowaniu.)